# Oier Zearra Garabieta
Oier Zearra Garabieta, també conegut com a Zearra, (Galdakao, 12 de gener de 1977) és un jugador professional de pilota basca a mà, en la posició de rest, en nòmina de l'empresa Asegarce. Va debutar l'any 1997 al Frontó Astelena d'Eibar.

## Palmarès
- Subcampió per parelles, 2006.